# Linothorax
 (novembre 2015).
Si vous disposez d'ouvrages ou d'articles de référence ou si vous connaissez des sites web de qualité traitant du thème abordé ici, merci de compléter l'article en donnant les références utiles à sa vérifiabilité et en les liant à la section « Notes et références ».
Pour les articles homonymes, voir Corselet (homonymie).

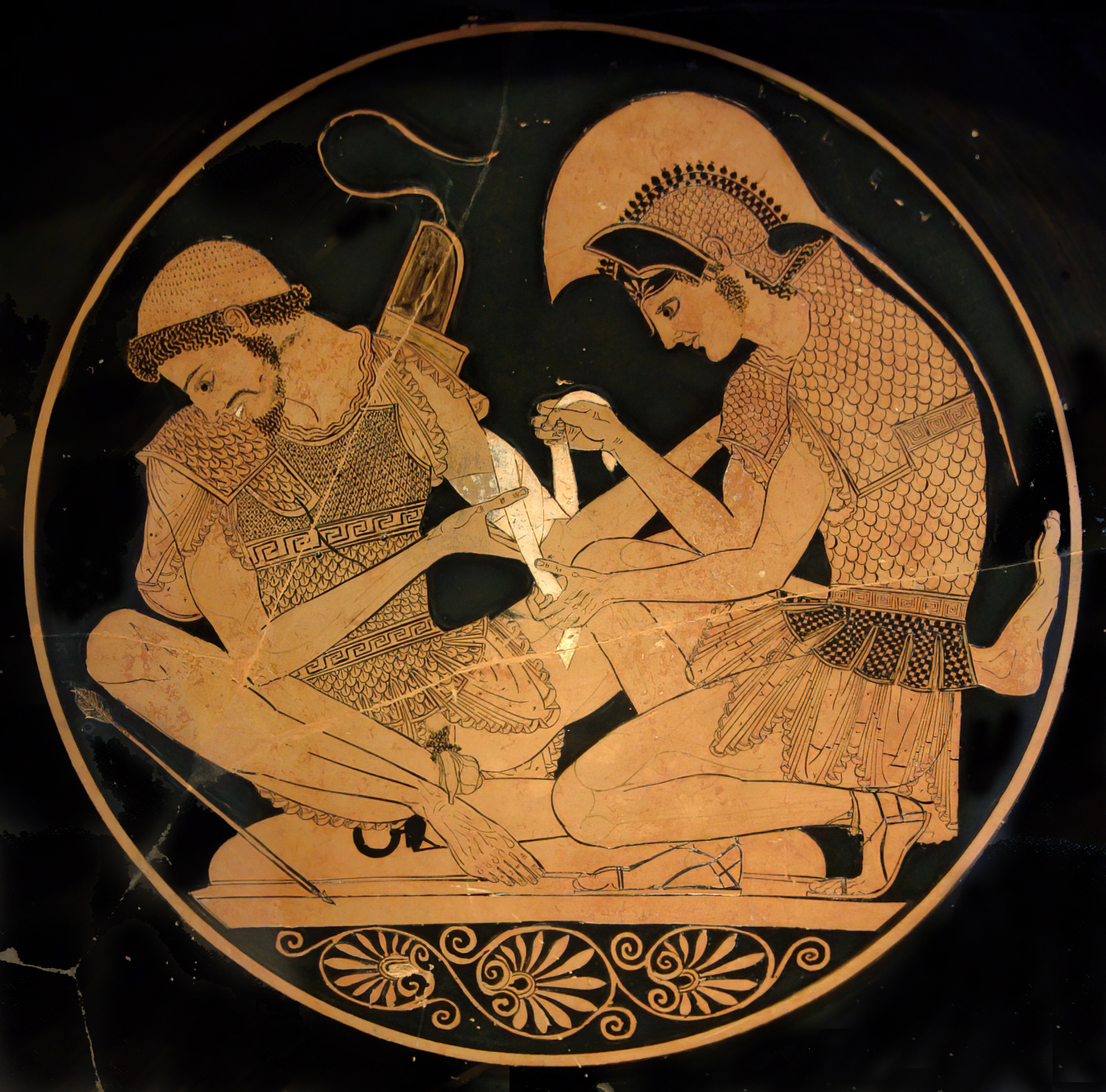
Achille soignant Patrocle. Les linothorax d'Achille comme de Patrocle sont entièrement renforcés d'écailles (de bronze ?).

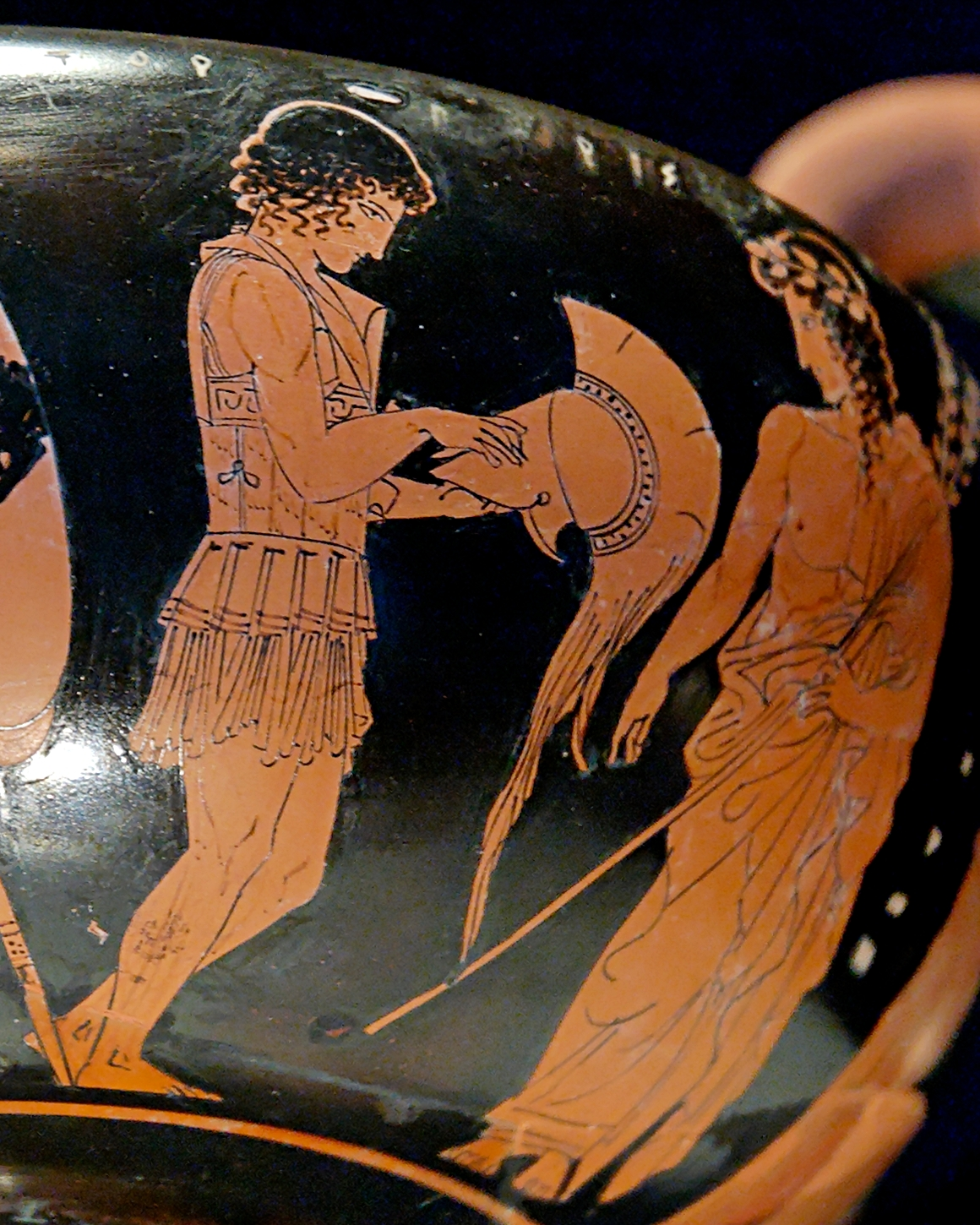
Pâris (à gauche) mettant son armure en présence d'Apollon (à droite). Canthare attique à figures rouges du Peintre d'Érétrie, vers 425-420 av. J.-C. Provenance : Gravina in Puglia, Botromagno. Conservé à la Fondation Pomarici Santomasi de Gravina in Puglia.

Linothorax est le nom donné à une famille de broignes et de jaques durant la Grèce antique. On le trouve parfois désigné sous le nom de corselet.

## Contexte historique
Au cours du Ve siècle av. J.-C., les cités de Grèce développèrent le mode de combat hoplitique. Ce mode de combat d’infanterie lourde (corselet en bronze) supplanta tous les autres dans les cités ayant les moyens financiers de l’utiliser.
Cependant de nombreuses cités, surtout en Anatolie n'avaient pas les moyens et utilisaient des soldats armés « à la légère ». Au siècle suivant le phénomène s’accentua. Les guerres s’étendant dans le temps (de quelques jours à quelques semaines elles s’allongèrent de quelques mois à quelques années) et dans l’espace (campagnes contre des ligues de cités plutôt que contre la cité voisine). Ainsi les citoyens (riches agriculteurs et, pour quelques cités comme Athènes, riches artisans) rechignèrent-ils de plus en plus à effectuer leur service militaire. Des mercenaires issus des cités pauvres furent donc engagés pour les remplacer.
Ces mercenaires, plus entraînés et plus aptes à des combats d’infanterie légère, devant effectuer de longues marches, entretenir leur matériel loin des bases arrière, et extrêmement pauvres, avaient besoin d'un armement le plus simple, pratique, léger et le moins coûteux possible, tout en conservant une efficacité suffisante. Pour leur protection corporelle les linothorax constituèrent un substitut à la cuirasse de bronze conservée par les forces de citoyens.
Aucun linothorax n'a été retrouvé, ce qui n'est pas étonnant, s'agissant d'un objet à base végétale et porté essentiellement par des hommes pauvres, dont la sépulture a peu de chance d'en livrer un exemplaire. Il ne subsiste pas non plus de textes anciens expliquant leur fabrication. On ignore donc quasiment tout de leur mode de fabrication, ce qu'on en sait étant essentiellement issus de représentations artistiques, puis de tentatives modernes de reconstitutions. Certaines de ces reconstitution utilisent une technique de collage dont on n'a pas de traces historiques et qui semble une idée moderne, contrairement à la technique consistant à coudre plusieurs couches en intercalant des bourres ou des pièces métalliques, qui est elle bien attestée.
On ignore également quand les linothorax étaient apparus, il y a notamment débat autour de la "cuirasse de lin" d'Ajax le petit dans l'Iliade (chant 2). On constate seulement que les représentations artistiques et les mentions dans les textes se multiplient au début du Ve siècle av. J.-C., d'abord autour de la mer Égée, puis de la Gaule à la Perse en passant par l'Italie et la Crimée, et enfin se raréfient au premier siècle.

## Définition
Les linothorax sont une famille de défenses d’une forme bien particulière (voir schéma).
- A : côté gauche
- B : dos
- C : côté droit
- D : devant
- E : rabat
- F : encolure, épaulière
- G : lambrequin (peut être absent)

Pour mettre un linothorax il faut :
- Fixer le rabat (E) au côté gauche (A).
- Fixer une des deux pattes de l'encolure (F) au-devant (D).
- Enfiler le linothorax.
- Fixer la deuxième patte de l'encolure (F) au-devant (D).

D’autres types de linothorax pouvaient se fermer par devant ou être fermés en permanence (couture + colle). La forme générale de ce harnois reste cependant celle du schéma.
Les linothorax étaient constitués de couches de lin superposées et liées entre elles, éventuellement renforcées d’écailles de bronze (type de défense originaire d’Anatolie) ou de cuir. Elles comprenaient des lambrequins qui protégeaient le bas-ventre et le haut des cuisses.
Il a aussi existé quelques cuirasses rigides fabriquées sur les modèles des linothorax. L’exemple le plus célèbre est la cuirasse trouvée dans la tombe attribuée à Philippe II. Ce sont donc des jaques ou des broignes.

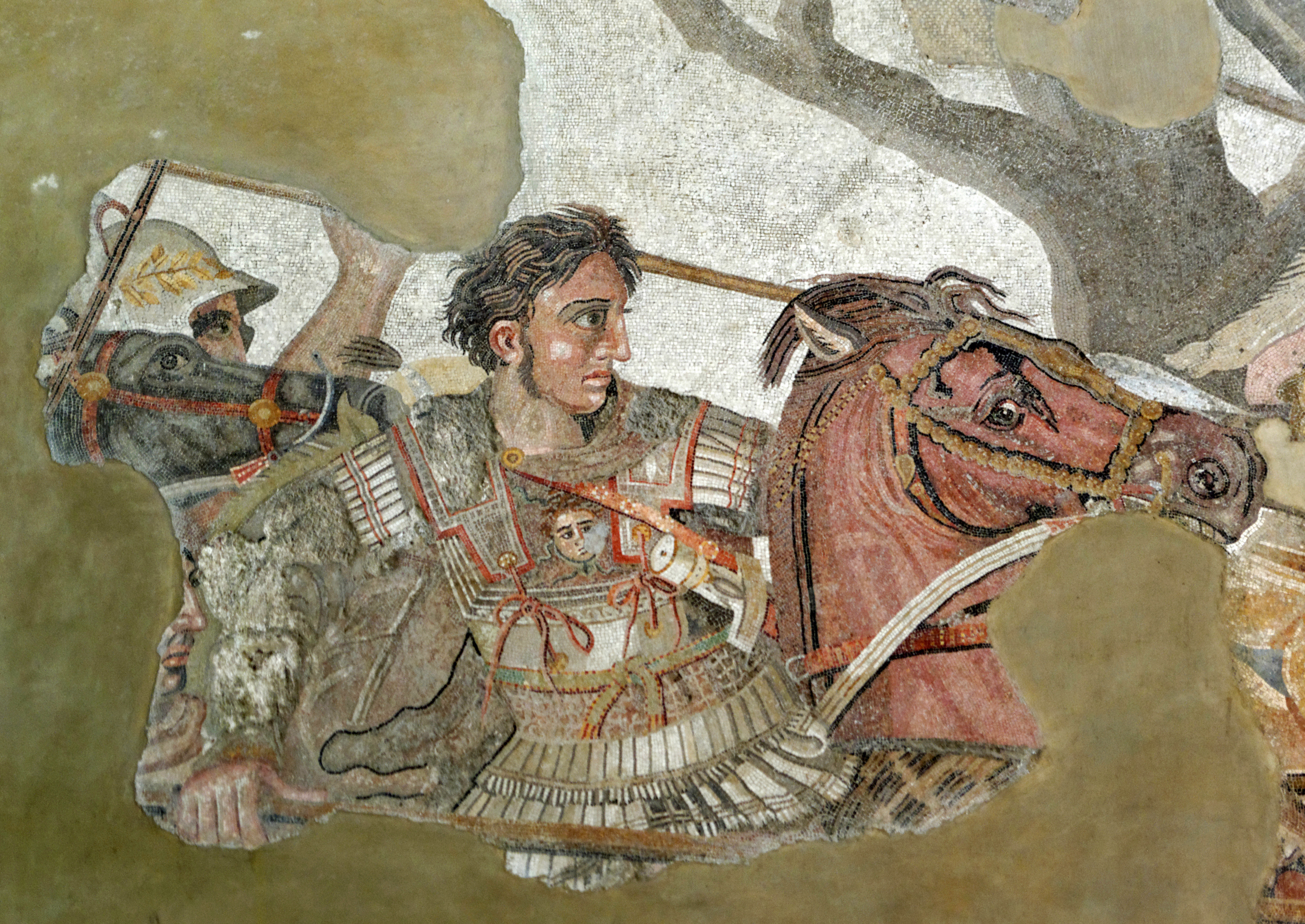
Détail de la Mosaïque d'Alexandre (Pompéi). Alexandre porte un linothorax peint ; des lambrequins protègent le haut des bras.

### Nombre de couches de lin
On trouve des références allant de 15 couches à 30 couches. Les modèles ayant peu de couches étaient généralement renforcés de bronze.

### Renforts
Les renforts étaient généralement de bronze. C’étaient des écailles pouvant couvrir des points particuliers (Par exemple le ventre pour un cavalier, le côté droit, non protégé par le bouclier, pour un fantassin, etc.) ou la totalité du harnois.

### Résistance
Le linothorax est réputé pour arrêter les flèches, ce qui est conforme à ce qu'on sait des jaques en général, qui possèdent une excellente résistance. Des essais menés par l'historien Grégory Aldrete sur un échantillon de 16 couches d’épaisseur ont été réalisés et il est quasiment impossible de pénétrer ou de trancher le linothorax avec une épée courte ou une flèche tirée avec un arc de guerre.

### Poids
Variable suivant les modèles. Elle était cependant plus légère que les cuirasses de bronze et ne pesait pas plus d’une vingtaine de kilogrammes au maximum.

### Entretien
L’entretien de telles protections ne demande que peu de compétences techniques. Elle tenait surtout de la couture. On peut cependant se poser la question de l’entretien et de la solidité de l’ensemble par temps humide, dans l'hypothèse où les couches de lin auraient été entrecollées (alors qu'une liaison par couture ne poserait pas cette question).